# Orlando Rodrigues
Orlando Sérgio Gomes Rodrigues (ur. 21 października 1969) – portugalski kolarz szosowy. Dwukrotny olimpijczyk. Zajął 39. miejsce w Atlancie 1996 w wyścigu indywidualnym, a w Sydney 2000 w wyścigu indywidualnym nie ukończył zawodów.
Wygrał Volta a Portugal w 1994 i 1995; drugi w 1991 roku. W 1994 roku wygrał mistrzostwa Portugalii; drugi w 1999 i trzeci w 1996. Zwycięzca Circuito de Getxo w 1994. Wygrał kilka wyścigów regionalnych.
- Uczestnik Giro d’Italia w 1993, 1999, gdzie zajął 51. miejsce w klasyfikacji końcowej i w 2000.
- Uczestnik Tour de France w 1996, 1997, gdzie zajął 33. miejsce, 1998, 2000
- Uczestnik Vuelta a España w latach 1992-1997 i 1999. W 1995 zajął czternaste miejsce[8].